# Cadulus monterosatoi
Cadulus monterosatoi är en blötdjursart som beskrevs av Étienne Alexandre Arnould Locard 1897. Cadulus monterosatoi ingår i släktet Cadulus och familjen Gadilidae. Inga underarter finns listade i Catalogue of Life.